# Oak Harbor (Washington)
Oak Harbor és una població dels Estats Units a l'estat de Washington. Segons el cens del 2000 tenia 19.795 habitants.

## Demografia
Segons el cens del 2000, Oak Harbor tenia 19.795 habitants, 7.333 habitatges, i 5.265 famílies. La densitat de població era de 839,9 habitants per km².
Dels 7.333 habitatges en un 43,4% hi vivien nens de menys de 18 anys, en un 59% hi vivien parelles casades, en un 9,7% dones solteres, i en un 28,2% no eren unitats familiars. En el 22,2% dels habitatges hi vivien persones soles el 7,2% de les quals corresponia a persones de 65 anys o més que vivien soles. El nombre mitjà de persones vivint en cada habitatge era de 2,68 i el nombre mitjà de persones que vivien en cada família era de 3,18.
Per edats la població es repartia de la següent manera: un 31,6% tenia menys de 18 anys, un 11,6% entre 18 i 24, un 34,4% entre 25 i 44, un 13,4% de 45 a 60 i un 9% 65 anys o més.
L'edat mediana era de 28 anys. Per cada 100 dones de 18 o més anys hi havia 95,2 homes.
La renda mediana per habitatge era de 36.641 $ i la renda mediana per família de 41.579 $. Els homes tenien una renda mediana de 29.498 $ mentre que les dones 21.633 $. La renda per capita de la població era de 16.830 $. Aproximadament el 8,1% de les famílies i el 9,3% de la població estaven per davall del llindar de pobresa.

## Poblacions més properes
El següent diagrama mostra les poblacions més properes.